# Karl von Patruban
Karl Edler von Patruban (auch Carl Edler von Patruban; * 31. August 1816 in Wien; † 2. Oktober 1880 ebenda) war ein österreichischer Mediziner und Hochschullehrer.

## Leben
Patruban war ein Beamtensohn. Er studierte an der Universität Wien Medizin. Dort wurde er 1839 bei Joseph Wattmann von Maëlcamp-Beaulieu mit der Dissertation Über die Radical-Cur der Vorlagerungen in der Leistengegend zum Dr. med. promoviert. Anschließend war er wissenschaftlicher Assistent bei Joseph Berres. Er kam 1842 als Professor der Anatomie und Physiologie an die Universität Innsbruck und folgte 1846 einem Ruf als Professor der Physiologie an die Universität Prag.
Patruban war Kommandant der Studentenlegion 1848 und war politisch aktiv. Deshalb wurde ihm die Venia legendi entzogen und er verlor seine Professur. Er kehrte nach Wien zurück. Dort war er als Chirurg tätig. Er hatte einen Ruf als hervorragender Operateur und war weiter wissenschaftlich tätig. Über viele Jahre war er Redakteur der Oesterreichischen Zeitschrift für praktische Heilkunde.

## Werk (Auswahl)
- Über die Radical-Cur der Vorlagerungen in der Leistengegend, P. P. Mechitaristen, Wien 1839.
- Uber die Einmündung eines Lymphaderstammes in die linke Vena anonyma; beobachtet von Dr. Carl Edlen von Patruban, Veit, Berlin 1845.
- Die Unterbindung der Carotis communis als letztes Heilmittel des Tic douloureux. In: Allgemeine Wiener Medizinische Zeitung, Wien 1876.